# Русский охотничий спаниель
Русский охотничий спаниель — единственная подружейная охотничья порода собак российского происхождения. Порода признана РКФ, но не признана FCI. Используется для охоты на пернатую дичь (болотную, полевую, боровую и водоплавающую птицу). Также русские спаниели охотятся на зайцев беляка и русака.
Породообразование началось в начале XX века, когда в Россию были завезены спаниели различных пород, после Второй мировой войны сформировался характерный тип породы. В 1951 году принят стандарт русского спаниеля, отбор собак для племенного использования стал вестись в соответствии с требованиями.

## История
Русский спаниель — самая молодая российская охотничья порода собак. Она возникла в основном из английских кокер-спаниелей и английских спрингер-спаниелей. Впервые упоминание о русских спаниелях зафиксировано ещё в 1858 году в ежемесячном охотничьем журнале «The Sporting magazine».
Первый завезенный в Россию спаниель был чёрный кокер-спаниель, принадлежащий любителю охоты Великому князю Николаю Николаевичу в конце XIX века. После, в начале XX века, были завезены другие кокер- и спрингер-спаниели, из которых путём селекции удалось вывести русского охотничьего спаниеля.
В 1931 году в Секции Кровного Собаководства в Ленинграде создается секция спаниелей и с этого момента начинается планомерная работа с зарождающейся породой. К концу 1930-х годов появились разнообразные спаниели в Москве, Ленинграде и Свердловске, которые не укладывались в какие-либо конкретные стандарты породы спаниелей, но ещё не были стандартизированы в современного русского охотничьего спаниеля. Во время Второй Мировой Войны, практически полностью было уничтожено поголовье спаниелей в Ленинграде — одном из главных центров по работе с новой породой. Скрупулёзная целенаправленная племенная работа после Второй мировой войны привела к закреплению фенотипа и принятию в 1951 (разработан в 1949) году первоначального стандарта русского спаниеля. После пересмотренные стандарты были выпущены в 1966 и 2000 годах.

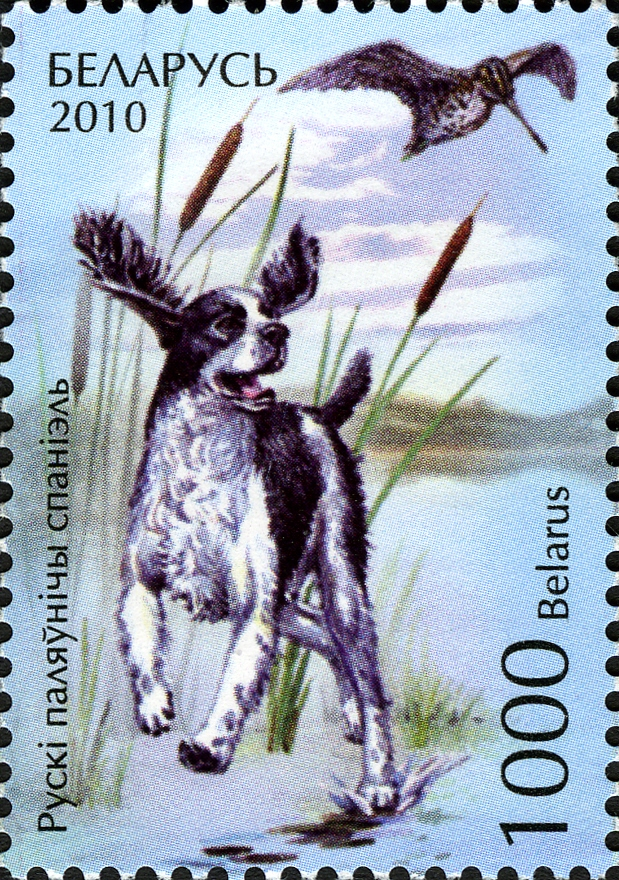
Почтовая марка с изображением русского спаниеля

В 60—80-х годах порода пользовалась популярностью среди советских охотников в виду неприхотливости, простоты содержания в квартирных условиях, удобства перевозки в общественном транспорте и превосходным охотничьим качествам в условиях российского ландшафта. Этому способствовала пропаганда русских спаниелей известными писателями — М. Пришвиным (известны 4 его спаниеля) и В. Бианки (3 спаниеля). Детская книжка «Томка» писателя и художника Е. Чарушина о щенке спаниеля была широко известна в Советском Союзе. Формируются крупные племенные центры с клубами при обществах охотников в Ленинграде, Москве, Свердловске.
В начале 1990-х годов популярность породы в России увеличилась ещё сильнее благодаря проведению ежегодной Московской выставки собак. Эта порода стала одной из самых популярных наряду с ирландским сеттером, что, однако, не спасло её от резкого спада поголовья до критического минимума.
В 2000-х годах при поддержке РФОС и РОРС порода пережила новый подъём. Русский охотничий спаниель остался самой массовой породой среди спаниелистов-охотников. Благодаря сравнительной лёгкости передвижения идёт более активный обмен «кровями» между регионами. Всероссийские состязания и выставки собирают значительное количество участников. Основными племенными центрами для породы по-прежнему остаются Москва, Санкт-Петербург и Екатеринбург. Довольно крупные и активно развивающиеся «гнёзда» есть в Новосибирске, Самаре, Саратове, Тамбове, Ярославле, других городах России. Существуют секции и клубы на Украине, в Белоруссии, Казахстане, Эстонии. В 2002 году, в США был создан Russian Spaniel Club для повышения знаний о породе за пределами России и возможности владельцев зарегистрировать своих собак.[значимость факта?]
Единственная порода охотничьих собак представленная на выставке «Охота и рыболовство» в 2017 году.

## Характеристика породы
Сильная, активная, настойчивая собака. Беззаветно предана хозяину и готова выполнять любые его приказы, хотя и довольно эмоциональна и активна. Русский спаниель плавает и ныряет, чтобы достать подраненную утку. Охотится и испытывается по болотной, полевой и боровой дичи; раньше[когда?] породу испытывали также по кровяному следу. Обладает хорошим чутьём, выносливостью. Может быть сторожем, хотя считается, что намеренное развитие сторожевых качеств вредит охотничьим качествам собаки. Нуждается в длительных прогулках и физической нагрузке. Дрессировке поддается очень хорошо, однако при отсутствии нагрузок может стать гиперактивной. Некоторые кобели могут проявлять доминантность, но при надлежащем воспитании это можно исправить. Спокойная, послушная, ласковая домашняя собака, абсолютно лояльная к детям и домашним животным.

## Стандарт
В 1966 году Всесоюзным кинологическим совещанием был принят стандарт породы русский охотничий спаниель. В 2000 году был подготовлен проект нового стандарта, который не был принят. Ниже приводится стандарт 1966 года.
Спаниель — подружейная длинношёрстная собака небольшого роста, слегка приземистого и крепкого сложения. Тип конституции — крепкий сухой. Высота в холке кобелей 38—44 см, сук — 36—42 см. Индекс растянутости у кобелей 110—115, у сук 115—120. Типичный аллюр на поиске — лёгкий галоп. Тип поведения — уравновешенный, подвижный. Недостатки (при сильной выраженности переходящие в пороки): признаки рахита, общая физическая недоразвитость, отсутствие высокопередости у кобелей, высокозадость, незначительная растянутость свыше предусмотренной стандартом, рост выше или ниже установленного до 1 см, отклонение от типа конституции.
Окрас. Одноцветный: чёрный, коричневый, рыжий. Двухцветный: чёрно-пегий, коричнево-пегий и рыже-пегий. Трёхцветный: белый с пятнами или мазками, чёрный и коричневый с подпалинами. Пороки: все не указанные в стандарте окрасы.
Шёрстный покров. Покровный волос длинный, мягкий, блестящий. прямой или слегка волнистый, плотно прилегающий. На голове и передних сторонах ног волос короткий и прямой. На шее, спине, боках, крупе — длинный, густой. На нижней стороне груди и на животе, тыльной стороне передних и задних ног, а также на ушах, нижней части хвоста — украшающий волос более длинный, мягкий, волнистый образует очёсы и подвес, между пальцами лап волос растет густой «щёткой». Недостатки: жёсткий, излишне волнистый недостаточно длинный украшающий волос, слабо развитый украшающий волос, очёсы и подвес. Излишняя мягкость и пухлявость. Пороки: курчавый или в завитках на шее и туловище, взъерошенный, неплотно прилегающий волос. Короткий покровный волос.
Кожа, мускулатура, костяк. Кожа плотная, эластичная, без рыхлой клетчатки и складок. Костяк крепкий. Мускулатура хорошо развита. Недостатки: кожа чуть рыхлая, с незначительными складками, слабо развитая мускулатура. Пороки: кожа рыхлая, в складках, костяк слабый, плохо развитый (беднокостность).

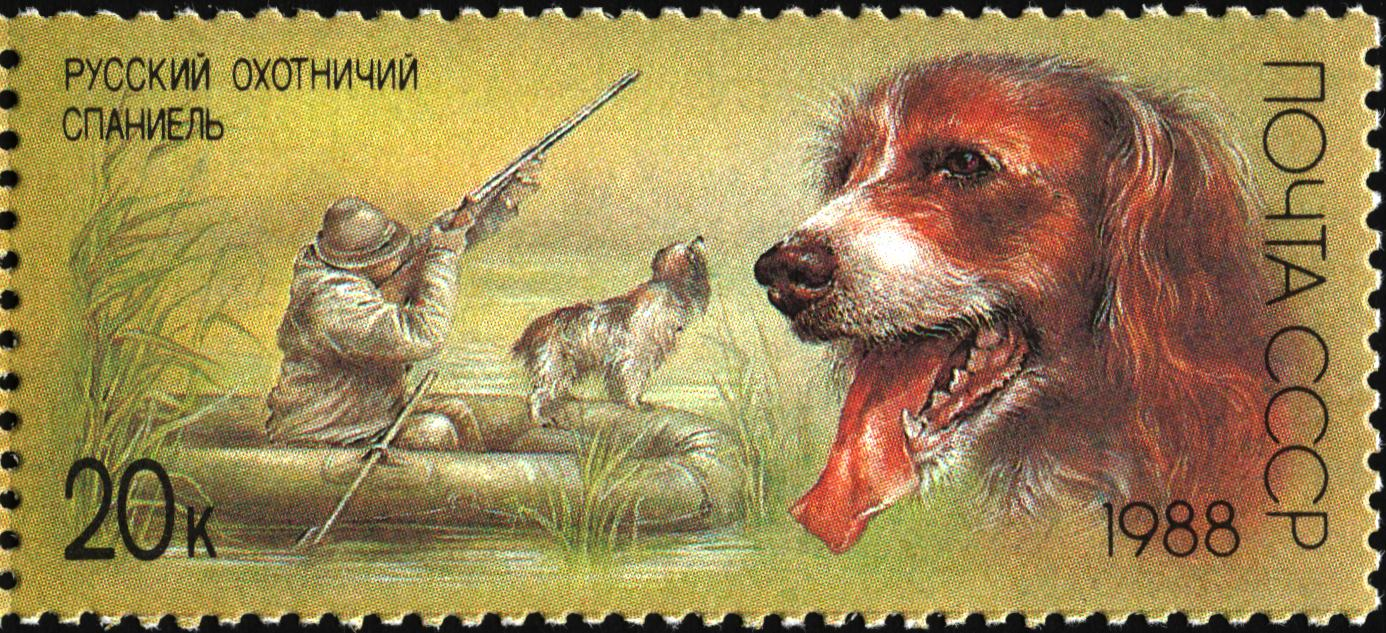
Марка СССР, 1988 г.

Голова. Сухая, умеренно длинная, с овальной, умеренно широкой черепной частью. Лоб слегка выпуклый. Затылочный бугор слабо выражен. Надбровные дуги сильно развиты. Линии лба и морды параллельны. Переход ото лба к морде достаточно выражен. Морда длинная, широкая. При осмотре сверху морда немного уже черепной части, с небольшим сужением к мочке носа. При осмотре сбоку обрез верхней губы приближается по форме к прямоугольнику со слегка закруглённым передним углом. Окрас мочки носа и губ от светло-коричневого до чёрного, предпочтительнее чёрный. Недостатки: слишком узкая или широколобая, скуластая голова, слабо выраженный переход ото лба к морде, слабо развитые надбровные дуги; слишком короткая вздёрнутая морда, не предусмотренный стандартом окрас мочки носа и губ.
Уши. Висячие, длинные, широкие, плотноприлегающие к скулам, снизу округлые, посаженные немного выше или ниже глаз, подвижные. Конец слегка вытянутого уха должен доходить до мочки носа. Недостатки: высоко посаженные уши. Пороки: низко посаженные уши, свёрнутые в трубку, узкие, лёгкие, короткие, излишне длинные, тяжёлые, неподвижные
Глаза. Овальной формы, с прямым разрезом век. Цвет тёмно-карий или светло-карий, в зависимости от тона окраса шерсти. Недостатки: все отклонения от установленной стандартом формы, разреза и цвета глаз. Пороки: отвисшие и розовые веки, выпуклые глаза.
Зубы. Здоровые, крепкие, хорошо развитые, плотно прилегающие. Прикус ножницеобразный.
Шея. Умеренно длинная, относительно низко поставленная, в разрезе овальная, мускулистая, без складок. Недостатки: все отклонения от установленной стандартом формы, размера, постава и состояния мускулатуры шеи.
Грудь. Умеренно широкая, глубокая и длинная. Недостатки: все отклонения от установленной стандартом формы груди, недоразвитость грудной клетки.
Холка. Хорошо развитая, высокая. Недостатки: слабо развитая холка. Пороки: низкая холка.
Спина. Прямая, крепкая, широкая, мускулистая, слегка выпуклая Недостатки: мягкая или немного горбящаяся спина. Пороки: провислая, горбатая спина.
Поясница. Короткая, широкая, мускулистая, слегка выпуклая. Недостатки: прямая, несколько длинноватая поясница. Пороки: слабая, длинная поясница. Круп. Широкий, умеренно длинный, слегка покатый, мускулистый. Недостатки: несколько скошенный круп. Пороки: узкий, резко скошенный круп.
Живот. Умеренно подтянутый. Недостатки: излишне подтянутый живот, прибрюшистость.
Передние конечности. Сухие, костистые, при осмотре спереди — прямые и параллельные. Углы плечелопаточного сочленения около 100°. Локти направлены строго назад. Предплечья-прямые. Пясти объемистые, слегка наклонные. Длина передних ног равняется примерно половине высоты собаки в холке. Недостатки: небольшое искривление предплечий. Немного выпрямленные углы плечелопаточного сочленения. Немного развёрнутые наружу локти. Размёт, косолапость. Пороки: те же отклонения, но резко выраженные.
Задние конечности. При осмотре сзади — прямые, параллельные, более широко поставленные, чем передние. Сбоку — с хорошо выраженными углами сочленений. Голени умеренно короткие, косо поставленные. Плюсны объемистые, прямо поставленные. Недостатки: недостаточно выраженные углы сочленений, небольшая саблис-тость, немного сближенные или вывёрнутые скакательные суставы. Пороки: те же отклонения от нормы, но более резко выраженные.
Лапы. Округлые, сводистые, с плотно сжатыми пальцами и густым, длинным волосом между ними. Недостатки: узкие, вытянутые, плоские, распущенные лапы.
Хвост. Довольно толстый у основания, подвижный, прямой с подвесом. Купируется на половину его длины. Собака держит хвост почти на линии спины. Недостатки: коротко или длинно купированный, некупированный, малоподвижный хвост. Пороки: вертикально поставленный хвост.

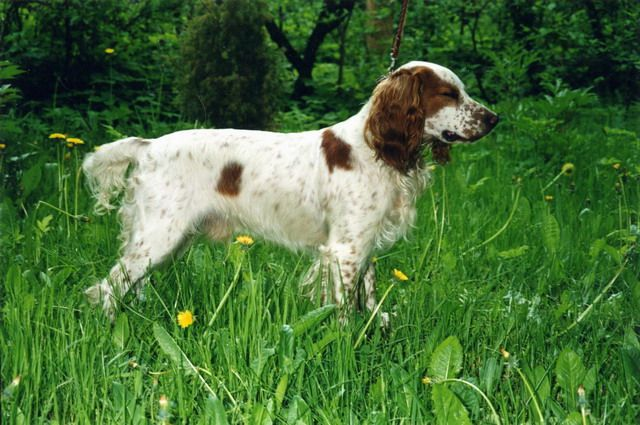
Чарли — Инчар (МГО Динамо)

Движения. Лёгкие и свободные.

## Содержание и уход
Можно содержать в квартирных условиях, нуждается в длительных ежедневных прогулках. Раз в неделю следует чистить и расчёсывать, 2—3 раза в год, особенно после охоты, удалять отмершие пух и шерсть. Необходимо регулярно осматривать уши. Имеет обильные очёсы на лапах, на которых также могут образовываться колтуны. Нуждается в своевременном ветеринарном осмотре. Русский спаниель имеет предрасположенность к отиту и прочим ушным заболеваниям.
Купать спаниеля с шампунем можно не чаще 1 раза в месяц.
Русский спаниель не требует стрижки, в гигиенических целях выстригаются только области вокруг слухового прохода и анального отверстия. Шерсть, подлежащая триммингу, отличается от обычной тусклостью и слегка рыжеватым оттенком, основные зоны, которые подлежат триммингу — бока, голова и задние лапы. После тримминга собаку моют и расчёсывают редкой плоской расческой по росту шерсти. Русского спаниеля не следует стричь, так как это усложняет оценку качества шерсти на выставке и приводит к отрастанию более густой шерсти, уход за которой более сложен. Обычно процедуры, связанные с шерстью, проводят не позднее, чем за две недели до выставки, в таком случае шерсть успеет принять естественный вид.